# Matt Catalano
Martino „Matt” Catalano (ur. 20 lutego 1958 w Toronto) – kanadyjski lekkoatleta. Brał udział w pchnięciu kulą na Letnich Igrzyskach Olimpijskich 1984, zajmując 18. miejsce w kwalifikacjach i nie wchodząc do finału. 